# Germaringen
Germaringen är en kommun i Landkreis Ostallgäu i Regierungsbezirk Schwaben i förbundslandet Bayern i Tyskland. Germaringen har cirka 4 000 invånare.
Kommunen bildades 1 juli 1972 genom en sammanslagning av kommunerna Obergermaringen och Untergermaringen.

## Administrativ indelning
Germaringen består av fem Ortsteile. 
- Ketterschwang
- Obergermaringen
- Riederloh
- Schwäbishofen
- Untergermaringen